# Općina Sopište
Općina Sopište  (makedonski: Општина Сопиште) je jedna od 80 općina Sjeverne Makedonije koja se prostire na sjeveru Sjeverne Makedonije. 
Upravno sjedište ove općine je selo Sopište, s 1 459 stanovnika.

## Zemljopisne osobine
Općina Sopište je prigradska skopska općina koja se prostire na jugozapadu Skopja, na teritoriju koji se zove Karšijaka sjeverna granica ove općine je planina Vodno, a južna planina Karadžica.  
Općina Sopište graniči sa sjevera s skopskom Općinom Karpoš, sa sjeveroistoka graniči s Općinom Kisela Voda, s istoka graniči s Općinom Studeničani, s juga graniči s Općinom Makedonski Brod, sa zapada s Općinom Želino, a sa sjeverozapada s Općinom Saraj.
Ukupna površina Općine Sopište je 222,1 km².

## Stanovništvo
Općina Sopište ima 5 656 stanovnika. Po popisu stanovnika iz 2002. nacionalni sastav stanovnika u općini bio je sljedeći;

## Naselja u Općini Sopište
Ukupni broj naselja u općini je 13, od kojih su svih 13 sela.

## Pogledajte i ovo
- Sjeverna Makedonija
- Općine Sjeverne Makedonije

## Vanjske poveznice
- Općina Sopište na stranicama Discover Macedonia